# Éric Bougouma
Pour les articles homonymes, voir Bougouma.
Éric Wendenmanegha Bougouma, né le 14 décembre 1972 à Ouagadougou, est un homme d'État et homme politique burkinabé, ministre des Infrastructures du 12 janvier 2016 au 8 décembre 2021.

## Biographie
Éric Bougouma est diplomate, juriste financier de formation. Il est marié et père de trois enfants.
Il fait ses études secondaires au lycée Philippe Zinda Kaboré (Ouagadougou) et obtient en 1993 le baccalauréat série « A4 ». Il poursuit ses études et obtient son certificat universitaire d’études en droit, en juillet 1995, puis sa licence en droit public (juillet 1997), tous avec mention Très  Bien à l’Université Mohammed Ier d'Oujda, au Maroc.
Diplômé d'études supérieures spécialisées (DESS) en droit de l’entreprise et économique international à l’université de Ouagadougou, en 1998, il obtient par la suite un diplôme d’études supérieures approfondies (DESA) en relations internationales à Rabat au Maroc à l’université Mohammed V - Agdal, en novembre 2000, avec la mention Très Bien.
Il est diplomate et cadre de banque à la banque sahélo-saharienne pour l’investissement et le commerce (BSIC), ministre des Infrastructures depuis le 12 janvier 2016 dans le gouvernement de Paul Kaba Thiéba, après avoir été député Ganzourgou à l’Assemblée nationale à la suite des élections du 29 novembre 2015,,,
Il est chargé de mission du président du CDP lors de la campagne électorale de 2005, responsable aux questions juridiques et du contentieux du Bureau de la campagne électorale de 2007, il est élu conseiller municipal de la commune de Méguet en 2012 avant de démissionné du CDP en 2014 pour la création du Mouvement du peuple pour le progrès (MPP), parti au pouvoir dont il est le responsable de la formation politique et civique dans la section de la province du Ganzourgou.
Le premier ministre Christophe Dabiré présente sa démission et celle de son gouvernement le 8 décembre 2021. Ollo Franck Kansié, jusque-là secrétaire général du ministère, est nommé ministre des Infrastructures du gouvernement du nouveau premier ministre Lassina Zerbo.

## Décorations
- Médaille d’or et prix spécial du Président du Faso aux olympiades nationales du secondaire, session 1993[réf. nécessaire]